# Mikko Jalavisto
Mikko Elias Jalavisto, född 16 september 1937 i Uleåborg, är en finländsk målare. 
Jalavisto studerade vid Fria konstskolan 1959 och genomgick Finlands konstakademis skola 1959–1964. Han hör till de experimenterande konstnärer som debuterade på 1960-talet och har bland annat målat landskap med vägar, industrianläggningar och bergsformationer som dominerande motiv. Hans målningar har alltid präglats av perspektiv och djup samt en viss stämning av ödslighet och overklighet. Han har utfört väggmålningar bland annat i Rovaniemi stads förvaltningshus (1981). I sitt senare måleri på 1990-talet fördjupade han sig i ljusproblem och bland annat återgivandet av ett stundom mycket starkt ljus.